# Their Satanic Majesties Request
Their Satanic Majesties Request —en español: Sus majestades satánicas reclaman— es el sexto álbum de estudio de The Rolling Stones en el Reino Unido y su octavo álbum en los Estados Unidos, lanzado en el año 1967. Este nombre tan particular alude a un texto que aparece en el pasaporte británico: "Her Britannic Majesty requests and requires..." (Su majestad británica, solicita y requiere...). Las sesiones de grabación vieron a la banda experimentar ampliamente con un sonido psicodélico en el estudio, incorporando instrumentos no convencionales, efectos de sonido, arreglos de cuerdas y ritmos africanos. 
Se convirtió en el primer álbum producido enteramente por los Stones y es además el último disco en el que Brian Jones colabora como parte activa de la banda. 
Es considerado uno de los álbumes más controvertidos de la banda, en su lanzamiento inicial provocó opiniones encontradas de los críticos así como algunas reacciones mixtas dentro del propio grupo. También fue criticado por ser derivado de la obra contemporánea de The Beatles, Sgt. Pepper's Lonely Hearts Club Band lanzado en junio de 1967, con semejanzas que se extienden hasta en la impresión lenticular de la carátula. En décadas subsecuentes, ha aumentado gradualmente su reputación con la crítica. Tras su lanzamiento, los Stones abandonaron su estilo psicodélico para regresar a sus raíces en el blues.

## Antecedentes
Al igual que habían hecho otros grupos en la década de los 60, The Rolling Stones editó un disco de música psicodélica en 1967. Como consecuencia del nombre de este álbum, a los integrantes de The Rolling Stones se les empezó a conocer como "Their Satanic Majesties" (Sus Satánicas majestades). Comenzado justo después de la publicación de Between the Buttons, la grabación de Their Satanic Majesties Request fue larga y esporádica, rota por las comparecencias ante el tribunal y penas de cárcel. Por los mismos motivos, el grupo entero rara vez estuvo presente en el estudio en algún momento. Una nueva desaceleración de productividad fue la presencia de los varios invitados que los miembros de la banda habían traído con ellos. Uno de los miembros más equilibrados del grupo durante este tiempo, Bill Wyman, cauteloso de drogas psicodélicas, escribió la canción «In Another Land» para parodiar acontecimientos actuales de los Stones.

## Grabación y producción
Su productor y mánager Andrew Loog Oldham, ya cansado de la falta de atención de la banda, se distanció de ellos tras su incautación de droga y finalmente dejó de ser su productor. Como resultado, el álbum fue el único autoproducido por los Stones, que Mick Jagger admitió que no era lo mejor. Según Brian Jones, un mes antes de que comenzara las grabaciones del álbum argumentó que el grupo "no había conseguido nada juntos". El mismo Keith Richards ha sido crítico con el álbum en años posteriores. Mientras, dijo que le gustan algunas canciones del álbum como «2000 Light Years from Home», «Citadel» y «She's a Rainbow».
Los Stones experimentaron con muchos nuevos instrumentos y efectos de sonido durante las sesiones incluyendo el theremin, Mellotron, estática de radio de onda corta y arreglos de cuerdas por John Paul Jones. En 1998, un box set bootleg de ocho CD con descartes de las sesiones fue lanzado en el mercado. El box set muestra al grupo desarrollar las canciones en varias tomas y lo que llama la atención es la cooperación entre Brian Jones, Richards y el pianista de sesión Nicky Hopkins. Richards está liderando las sesiones y la mayoría de las canciones parecen ser escritas por él y disfrutar de Hopkins y Jones en la creación de los paisajes sonoros elaborados.
El título en el proyecto del disco fue Cosmic Christmas (Navidad cósmica). En el tema oculto titulado «Cosmic Christmas» (luego llamado «Sing This All Together (See What Happens)») Wyman dice: "it's slowed-down: 'We wish you a merry Christmas, we wish you a merry Christmas, and a happy New Year!'" (es ralentizada: 'les deseamos una feliz Navidad, les deseamos una feliz Navidad y un feliz año nuevo!'). Algunas de las canciones fueron grabadas también con varios títulos en el trabajo del álbum, algunos parecían más bien non sequitur y radicalmente diferente de los títulos finales. Estos títulos de trabajo incluyen: «Acid in the Grass» («In Another Land»), «I Want People to Know» («2000 Man»), «Flowers in Your Bonnet» («She's a Rainbow»), «Fly My Kite» («The Lantern»), «Tough Apple» («2000 Light Years from Home»), y «Surprise Me» («On with the Show»).

## Diseño y embalaje
Una tapa propuesta -de una fotografía de Jagger desnudo en una cruz- fue desechada por la compañía de grabación por ser "de mal gusto". Las versiones iniciales del álbum presentaron una imagen tridimensional de la banda en la portada por el fotógrafo Michael Cooper. Cuando es vista de un cierto modo, la imagen lenticular muestra las caras de los miembros de grupo que dan vuelta el uno hacia el otro a excepción de Jagger, cuyas manos parecen cruzadas delante de él. Mirando de cerca en su portada, uno puede ver los rostros de cada uno de los cuatro Beatles, al parecer una respuesta a la inclusión de una muñeca que lleva un su suéter el mensaje 'Invitamos a los Rolling Stones' en la portada de Sgt. Pepper. Ediciones posteriores habían reemplazado la imagen tridimensional encoladas con una fotografía, debido a los altos costos de producción. Una versión del LP de edición limitada en la década de 1980 contiene el diseño 3D de la cubierta original. Inmediatamente después de la reedición, los materiales maestros para la reimpresión de la cubierta 3D fueron destruidos intencionalmente. La portada del álbum 3D apareció, aunque reducido, para la versión japonesa SHM-CD en 2010.
En el diseño de tapa original se pidió que la imagen lenticular tomara la portada entera, pero el descubrimiento de que esto terminaría siendo prohibitivamente caro se decidió reducir el tamaño de la foto y rodearlo del diseño gráfico azul-y-blanco. 
Fue la primera de las cuatro portadas de los álbumes de los Stones en contener una novedad característica en la cubierta (las otras fueron la cremallera en Sticky Fingers, el corte de las caras de Some Girls, y las etiquetas de Undercover). El laberinto en el interior de la cubierta del Reino Unido y Estados Unidos no puede ser completado: una pared en aproximadamente medio radio en la esquina izquierda inferior significa que uno nunca puede llegar al 'está Aquí' en el centro del laberinto.
En algún momento de 1997, se escuchó por primera vez que existió una versión promocional del álbum con su interior tapizado de seda. Una versión rosa acolchada fue presentada por una foto acompañada de una carta del Departamento de Copyright de Decca, pero se demostró que la letra no coincidía con el álbum que se pretendía autentificar, por lo que es muy probable que se tratase de una falsificación.

## Lanzamiento y recepción
Publicado en diciembre de 1967, Their Satanic Majesties Request alcanzó el puesto #3 en el Reino Unido y el # 2 en los Estados Unidos (fácilmente llegó a ser disco de oro), pero su rendimiento comercial disminuyó rápidamente. Pronto fue visto como un pretencioso, mal concebido intento de superar a Sgt. Pepper's Lonely Hearts Club Band (lanzado en junio de 1967) de The Beatles, aunque John Lennon y Paul McCartney aportaron coros (aunque no están acreditados oficialmente) en «We Love You» (canción grabada durante estas sesiones, pero lanzado como sencillo tres meses antes que el álbum).
El disco recibió fuertes críticas por su pronunciada incursión en la psicodelia, convirtiéndose en una suerte de "álbum maldito" del grupo, al tiempo que un objeto de culto para parte de sus fanes, al tratarse del trabajo de los Stones que más se aproxima al Rock Psicodélico. La producción, en particular, recibió duras críticas de Jon Landau en la quinta edición de la revista Rolling Stone, después de esto, los Stones girarían hacia Jimmy Miller para producir sus álbumes posteriores, en los que la banda volvería al duro blues que les valió la fama a principios de su carrera. En una revisión del álbum en abril de 1968, Richard Corliss del New York Times también fue crítico con el valor de la producción. A pesar de esto él dio al álbum una revisión positiva total, llegando al extremo de decir que contiene un mejor concepto que los álbumes Of Cabbages and Kings, The Beat Goes On y hasta Sgt. Pepper's Lonely Hearts Club Band. En una entrevista a la Rolling Stone de 1970, Lennon comentó sobre el álbum: "Las majestades satánicas (Satanic Majesties) son Pimienta (Pepper). «We Love You»... eso es «All You Need Is Love».
El álbum fue lanzado en Sudáfrica y Filipinas como The Stones Are Rolling debido a la palabra 'Satanic' en el título. Partiendo de esta versión, recopilatorios de la banda sería lanzado en ediciones uniformes en los mercados internacionales. La mayoría de las configuraciones que se lanzaron del disco contienen la pista oculta «Cosmic Christmas» (0:35) después de «Sing This All Together (See What Happens)» (con una duración de 7:58 minutos).
En agosto de 2002, el álbum fue reeditado en una nueva versión remasterizada en LP y DSD por ABKCO Records. En mayo de 2011, el álbum fue reeditado en SHM-SACD.
La canción «In Another Land», compuesta por el bajista Bill Wyman, fue lanzada como un sencillo de la banda pero acreditada a Bill Wyman (La cara b, «The Lantern», fue atribuida a los Stones).
Hay sólo dos canciones del álbum que los Stones hayan tocado en vivo, «2000 Light Years from Home» (durante el Steel Wheels/Urban Jungle Tour) y «She's a Rainbow» (en el Bridges to Babylon Tour).

## Lista de canciones
Todas las canciones escritas y compuestas por Jagger/Richards, excepto donde se indique. 
| Cara A |                                             |          |  |
| N.º    | Título                                      | Duración |  |
| 1.     | «Sing This All Together»                    | 3:46     |  |
| 2.     | «Citadel»                                   | 2:50     |  |
| 3.     | «In Another Land» (Bill Wyman)              | 3:15     |  |
| 4.     | «2000 Man»                                  | 3:07     |  |
| 5.     | «Sing This All Together (See What Happens)» | 8:33     |  |

| Cara B |                              |          |  |
| N.º    | Título                       | Duración |  |
| 6.     | «She's a Rainbow»            | 4:35     |  |
| 7.     | «The Lantern»                | 4:24     |  |
| 8.     | «Gomper»                     | 5:08     |  |
| 9.     | «2000 Light Years from Home» | 4:45     |  |
| 10.    | «On with the Show»           | 3:40     |  |
| 44:06  |                              |          |  |

## Personal
| The Rolling Stones - Mick Jagger: voz, percusión, coros. - Keith Richards: guitarra eléctrica, guitarra acústica, bajo, coros. - Brian Jones: órgano, mellotrón, flauta dulce, saxofón soprano, vibráfono, dulcimer eléctrico, concert harp, percusión, coros. - Charlie Watts: batería, percusión; tabla en «Gomper» - Bill Wyman: bajo, percusión, coros; voz y piano en «In Another Land»; oscilador en «2000 Light Years from Home»; Mellotron en «Sing This All Together (See What Happens)». | Personal adicional - Nicky Hopkins: piano, órgano, clavicordio. - John Paul Jones: arreglo de cuerdas de «She's a Rainbow». - Ronnie Lane: coros en «In Another Land». - Steve Marriott: coros, guitarra acústica en «In Another Land». - Ian Stewart: órgano. - Eddie Kramer: percusión. - Anita Pallenberg: coros. - John Lennon: coros en «Sing This All Together». - Paul McCartney: coros en «Sing This All Together». |

- Observación: En el tema «On With the Show» se escucha, primeramente de fondo y luego subiendo de volumen, una parte de la canción paraguaya «Pájaro Campana» interpretada por un Arpa Paraguaya, por lo tanto no sería un Arpa de Concierto que tiene un sonido distinto al del Arpa Paraguaya. Sobre este punto no se encuentra información, no sabiéndose si se contrató un arpista paraguayo para dicha ejecución, o si alguno de los músicos que figuran ejecutó dicho instrumento o si se incorporó al tema desde una grabación ya existente.

## Posición en las listas

### Álbum en listas semanales
| Listas (1968–69)                   | Mejor posición |
| ---------------------------------- | -------------- |
| Alemania (Offizielle Top 100)      | 4              |
| Australia (Go Set)                 | 1              |
| Estados Unidos (Billboard Hot 200) | 2              |
| Francia (SNEP)                     | 1              |
| Noruega (VG-lista)                 | 2              |
| Reino Unido (UK Albums Chart)      | 3              |

### Sencillos
| Año  | Sencillo          | Lista                              | Mejor posición |
| ---- | ----------------- | ---------------------------------- | -------------- |
| 1967 | «In Another Land» | Estados Unidos (Billboard Hot 100) | 87             |
| 1968 | «She's a Rainbow» | Estados Unidos (Billboard Hot 100) | 25             |

## Certificación
| País                  | Certificación | Ventas certificadas |
| --------------------- | ------------- | ------------------- |
| Estados Unidos (RIAA) | Oro           | 500,000^            |
| Reino Unido (BPI)     | Plata         | 60,000^             |

Nota: ^ Cifras de ventas basadas únicamente en la certificación

## Versiones de otros artistas
- «2000 Man» fue versionada por Kiss para su disco de 1979 Dynasty, convirtiéndose en un tema clásico de su repertorio.
- «2000 Light Years From Home» fue revisitada por el grupo estadounidense Monster Magnet en su último álbum 4 Way Diablo.
- La banda Punk The Damned versionó «Citadel» de su EP de 1981 Friday The 13th.
- La banda serbia de rock Električni Orgazam versionó la canción «Citadel» en 1983 en su álbum de covers Les Chansones Populaires.
- Los californianos Redd Kross también versionaron «Citadel» en sus EP Teen Babes from Monsanto.
- La banda punk de Ohio Sister Ray incluyó «Citadel» en muchas de sus actuaciones en directo.
- La banda de onda new wave The Angels Comsat también versionó «Citadel» para la BBC (Time Considered as a Helix of Precious Stones).
- El aclamado músico argentino Charly García utiliza parte de la letra de «Sing This All Together» para su canción «El amor espera», incluida en su álbum de 2002 Influencia.
- La banda de neo-psicodélico The Brian Jonestown Massacre rinde homenaje al álbum con el nombre de su cuarto álbum Their Satanic Majesties Second Request. «2000 Man» fue destacada en el álbum debut de Wes Anderson llamado Bottle Rocket, de 1996.
- En 2009, la banda Portugal. The Man publicó dos álbumes a la vez, cuyos títulos se asemejan ligeramente a Their Satanic Majesties Request: de corté eléctrico The Satanic Satanist y su compañero acústico The Majestic Majesty.